# اوپل سیگنوم
اوپل سینگوم نامی آشنا در صنعت و طراحی آلمانی دارد که در سال‌های ۲۰۰۳ تا ۲۰۰۸ تولید و به بازار ارائه شده‌است. این خودرو که همچنان از طراحی آلمانی‌ها برخوردار بوده به صورت هاچ‌بک و به‌طور انحصاری در بازار اروپا به فروش رفته‌است. این خودرو در بازار انگلستان تحت عنوان واکسول Signum rebadged به فروش رفته‌است.
طراحی و ساخت این خودرو بر اساس پلت فرم‌های طرح وکترا کاروان ارائه شده‌است. خودرو طراحی شده بر اساس خودرویی که از نظر خانواده و مصرف بزرگ طراحی شده بوداین خودرو قیمت گرانتری نسبت به وکترا کاروان داشت ولی از آئودی ای۶ هم ارزانتر بود، بنابر این در بین سال‌های ذکر شده توانست بازار اروپا را به تصرف خود در بیاورد. از ماه مارس سال ۲۰۰۸، واکسول سینگوم با قیمتهای جدیدی وارد بازار شد. تولید آن در پایان سال ۲۰۰۸ در هر دو مدل Signum و VECTRA متوقف شد. اوپل جایگزینی برای این خودرو در نظر نگرفت. در مقایسه با استاندارد پنج در VECTRA, Signum فاصله بین محور جلو و محور عقب اتومبیل بر حسب اینچ کشیده شده بودکه اختلاف ۱۳ سانتی‌متر و عرض یکسان و که کمی (تا ۶ میلی‌متر) بلندتر تولید شد. در قسمت صندلیهای عقب به جای سه مسافر صندلی Signum دارای دو کرسی مجزا در عقب، بود که از هر جهت قابل تنظیم بود. از جمله لغزش به جلو و عقب (درست مثل صندلیهای جلو) و backrests تکیه زده‌اند. بسیاری از قسمت‌های داشبورد و داخل ماشین مشابه با VECTRA بود، اما در عقب اتومبیل و طراحی سپر عقب Signum منحصر به فرد بود. لازم به توضیح است که همه Signums در کنار Vectras در کارخانه اوپل Rüsselsheim در آلمان ساخته شد. در طراحی مقاومت سپرها تستهای بسیار زیادی انجام گرفته بود.

## موتور و طراحی سیستم تعلیق موتورها
1. 1.8 L I4 16V DOHC Ecotec
2. 2.2 L I4 16V DOHC Ecotec Direct
3. 2.0 L I4 16V DOHC Turbo Ecotec
4. 3.2 L V6 24V DOHC L81 (replaced by the 2.8 V6 turbo in 2005)
5. 2.8 L V6 Turbo 24V DOHC HFV6 (avail. since the 2005 facelift)
6. 2.0 L I4 16V DOHC DTI Ecotec (replaced by the base 1.9 CDTI in 2005)
7. 2.2 L I4 16V DOHC DTI Ecotec (replaced by the DOHC 1.9 CDTI in 2005)
8. 1.9 L I4 8V OHC CDTI (the 74 kW (99 hp) version of this engine is available since the 2005 facelift, superseding the 2.0 DTI)
9. 1.9 L I4 16V DOHC CDTI (avail. since the 2005 facelift)
10. 3.0 L V6 24V DOHC CDTI

## نگارخانه

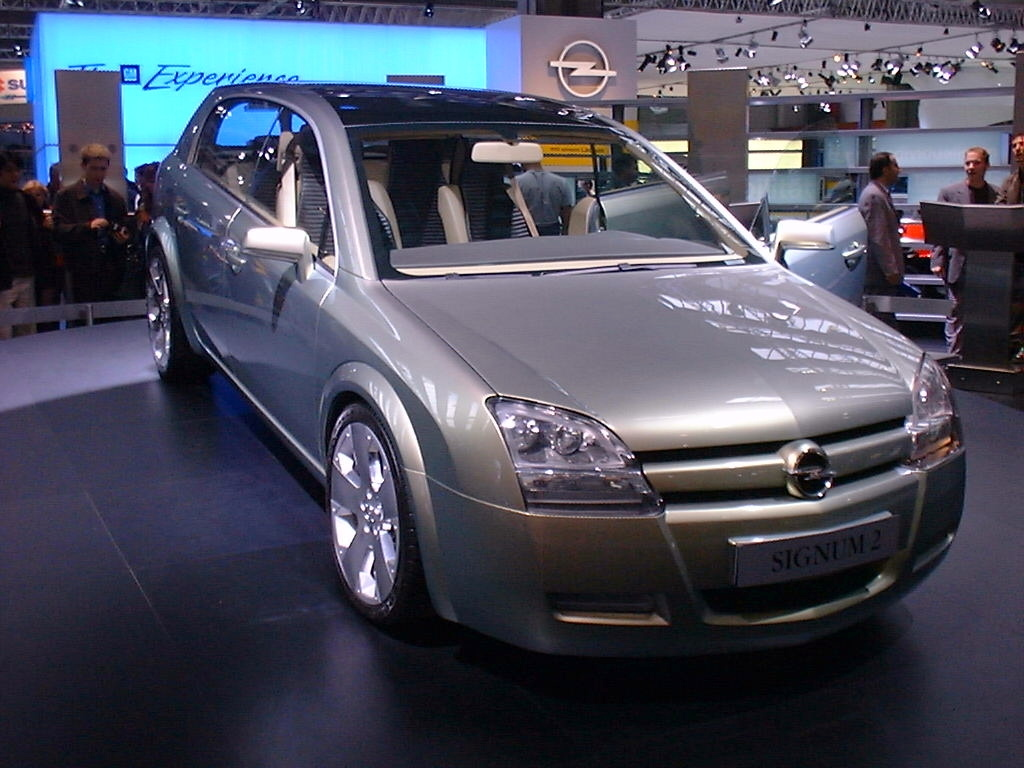
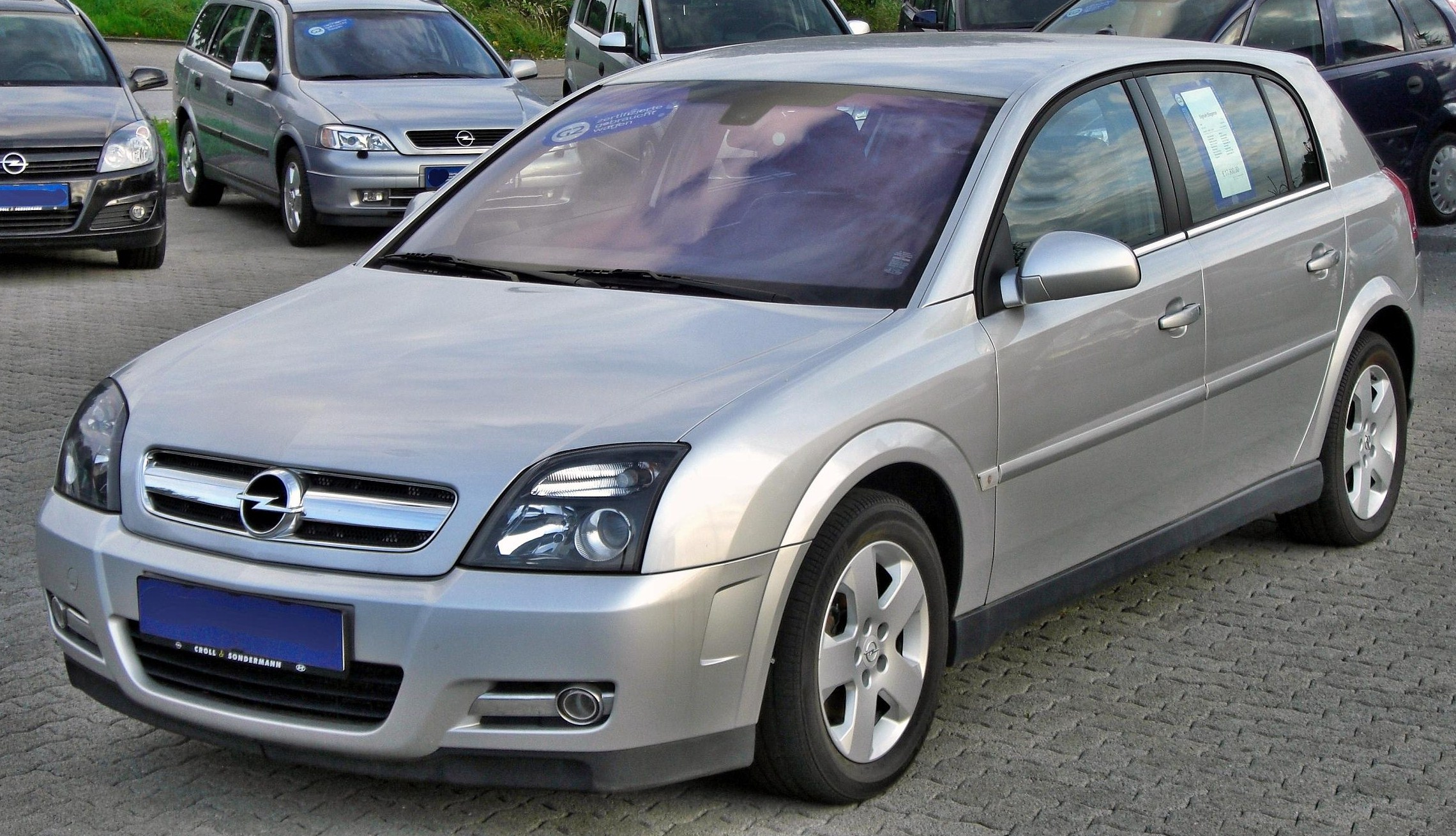
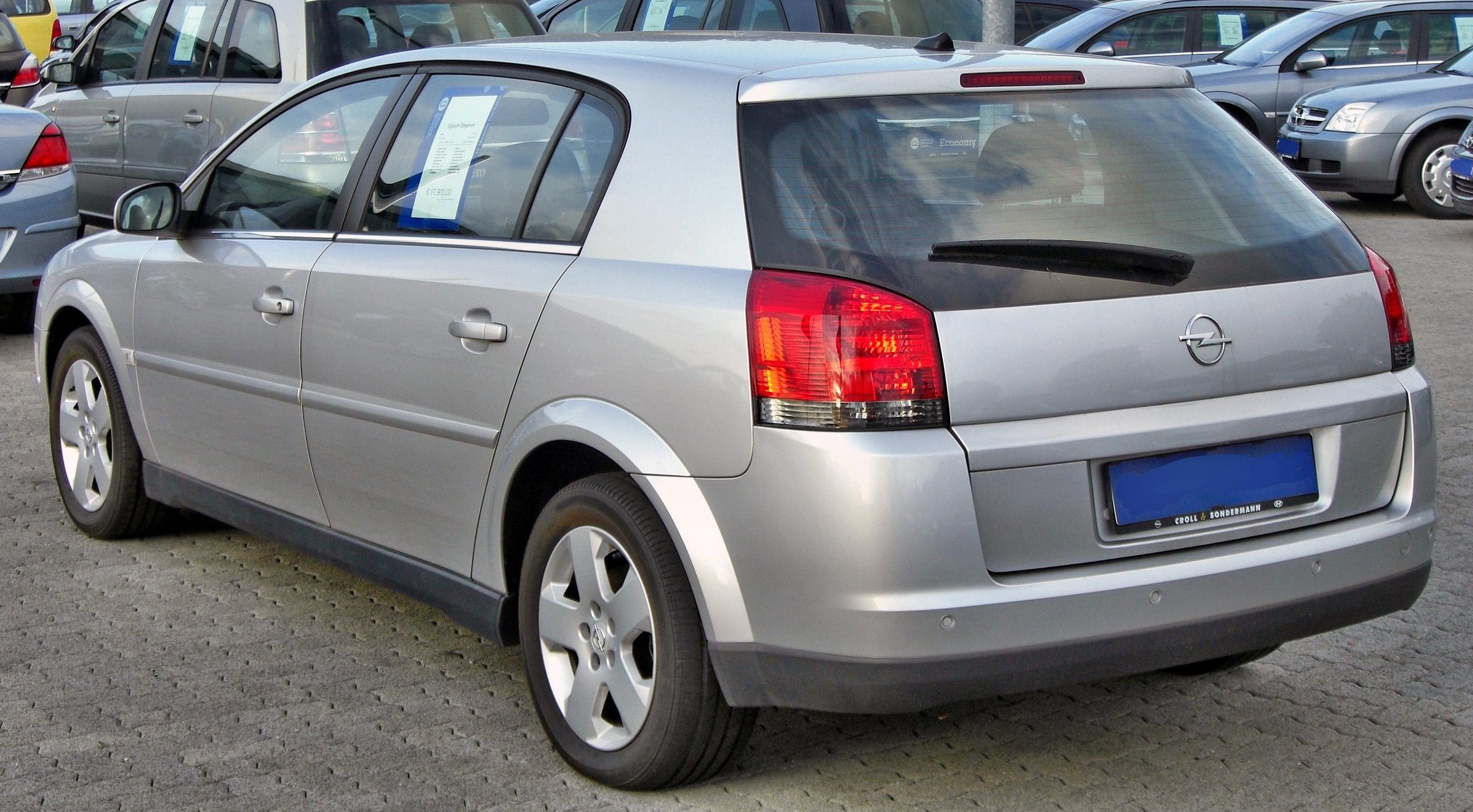
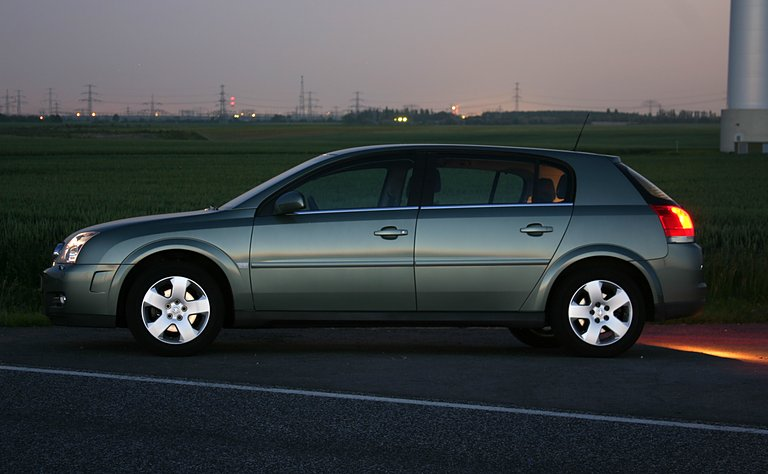
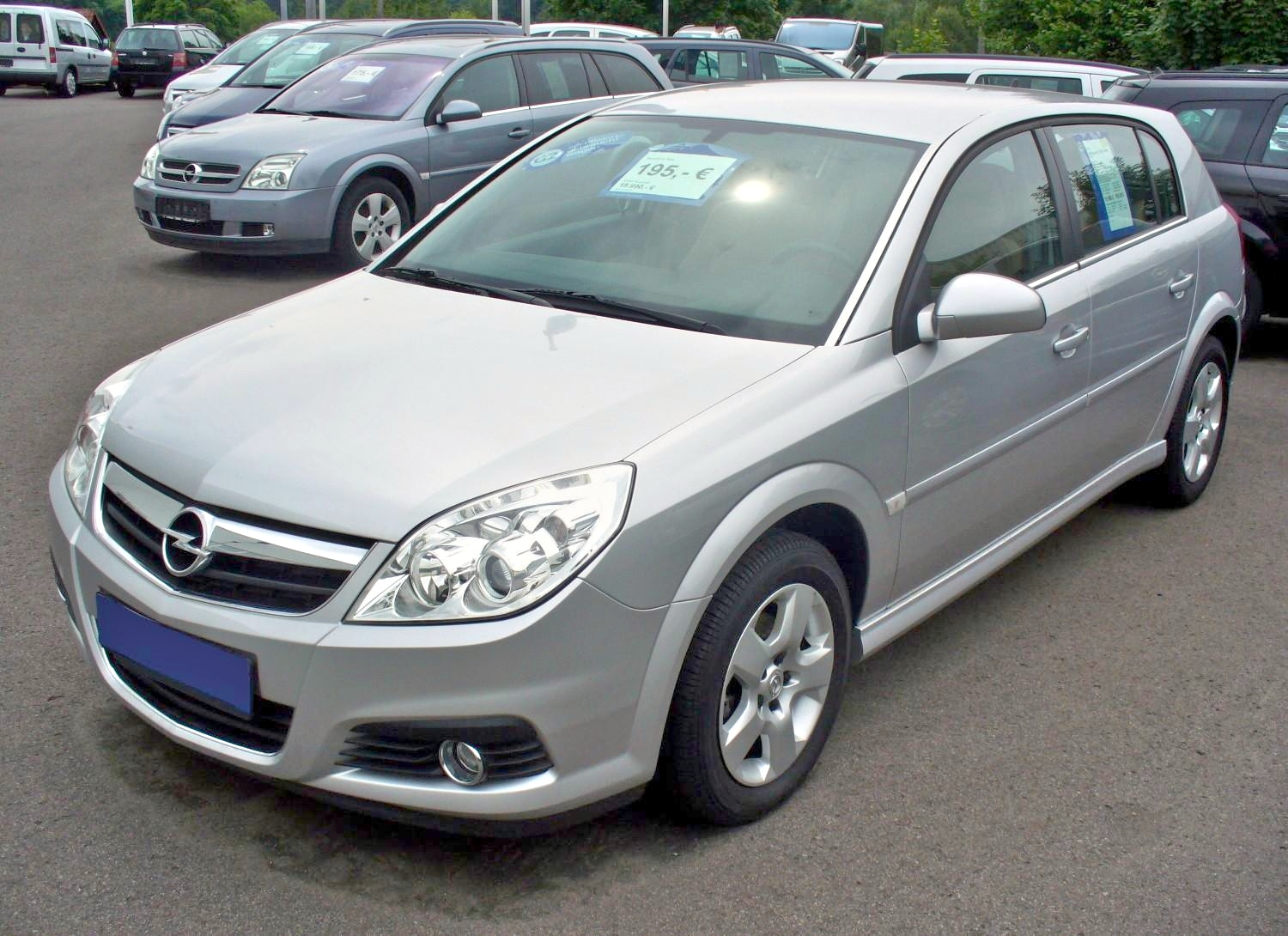
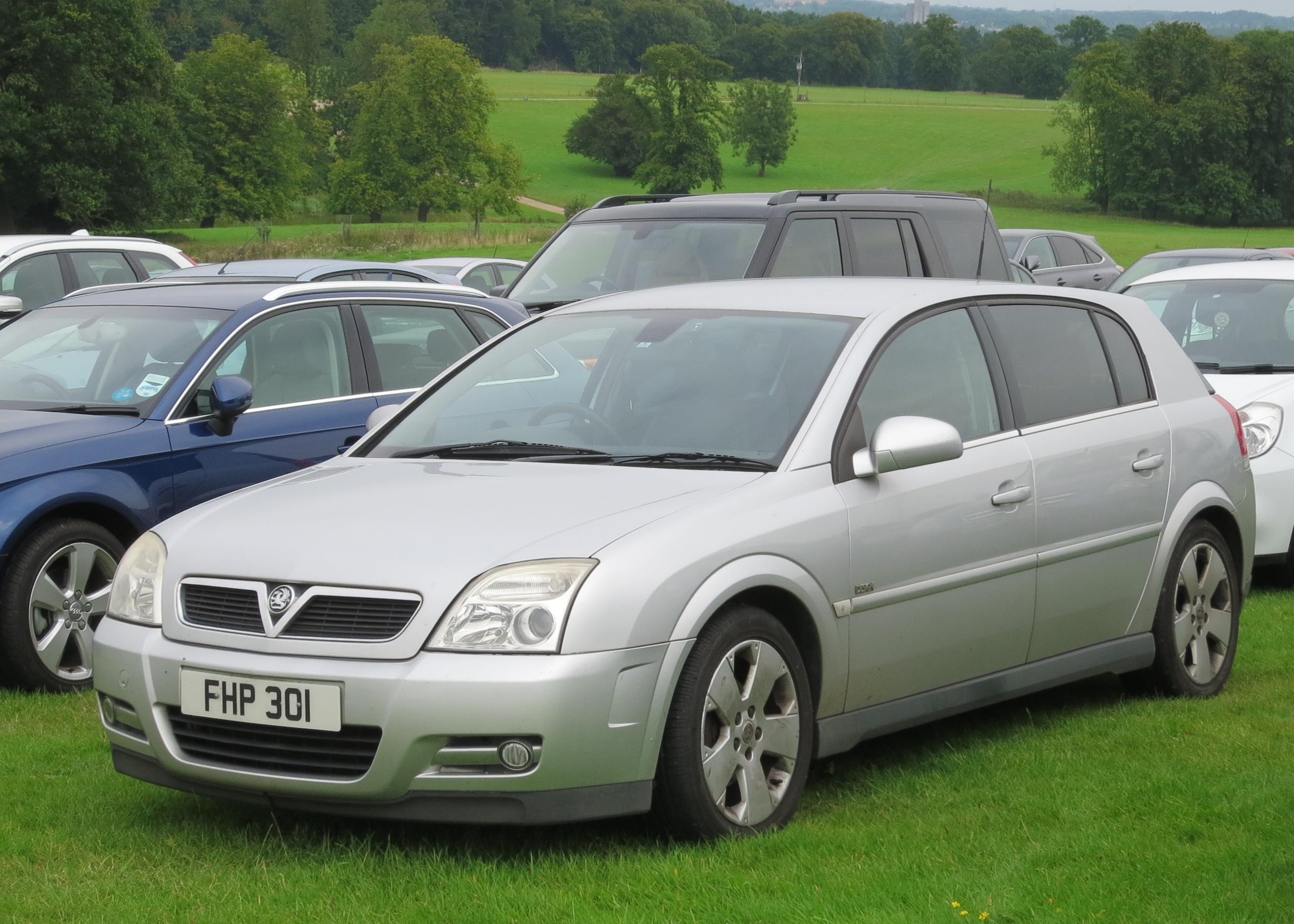